# Eremippus guttatus
Eremippus guttatus är en insektsart som beskrevs av Leo L. Mishchenko 1951. Eremippus guttatus ingår i släktet Eremippus och familjen gräshoppor.

## Underarter
Arten delas in i följande underarter:
- E. g. guttatus
- E. g. notius